# Coppa del mondo di ciclocross 2009-2010
La Coppa del mondo di ciclocross 2009-2010, diciassettesima edizione della competizione, si è svolta tra il 4 ottobre 2009 ed il 24 gennaio 2010. I titoli élite sono andati a Zdeněk Štybar e Daphny van den Brand, il titolo under-23 è stato vinto da Tom Meeusen mentre quello junior è andato a David van der Poel.

## Uomini élite

### Risultati
| # | Data        | Città          | Evento                         | Vincitore     | Leader della Cl. mondiale |
| - | ----------- | -------------- | ------------------------------ | ------------- | ------------------------- |
| 1 | 4 ottobre   | Treviso        | Ciclocross di Treviso          | Niels Albert  | Niels Albert              |
| 2 | 18 ottobre  | Plzeň          | Cyklokros Plzeň                | Niels Albert  | Niels Albert              |
| 3 | 8 novembre  | Nommay         | Cyclo-Cross de Nommay          | Niels Albert  | Niels Albert              |
| 4 | 28 novembre | Koksijde       | Duinencross                    | Zdeněk Štybar | Niels Albert              |
| 5 | 6 dicembre  | Igorre         | Ziklokross Igorre              | Zdeněk Štybar | Niels Albert              |
| 6 | 20 dicembre | Kalmthout      | Vlaamse Industrieprijs Bosduin | Sven Nys      | Niels Albert              |
| 7 | 26 dicembre | Heusden-Zolder | Grote Prijs Eric De Vlaeminck  | Kevin Pauwels | Niels Albert              |
| 8 | 17 gennaio  | Roubaix        | Grand Prix Lille Métropole     | Zdeněk Štybar | Zdeněk Štybar             |
| 9 | 24 gennaio  | Hoogerheide    | Grote Prijs Adrie van der Poel | Niels Albert  | Zdeněk Štybar             |

### Classifica generale

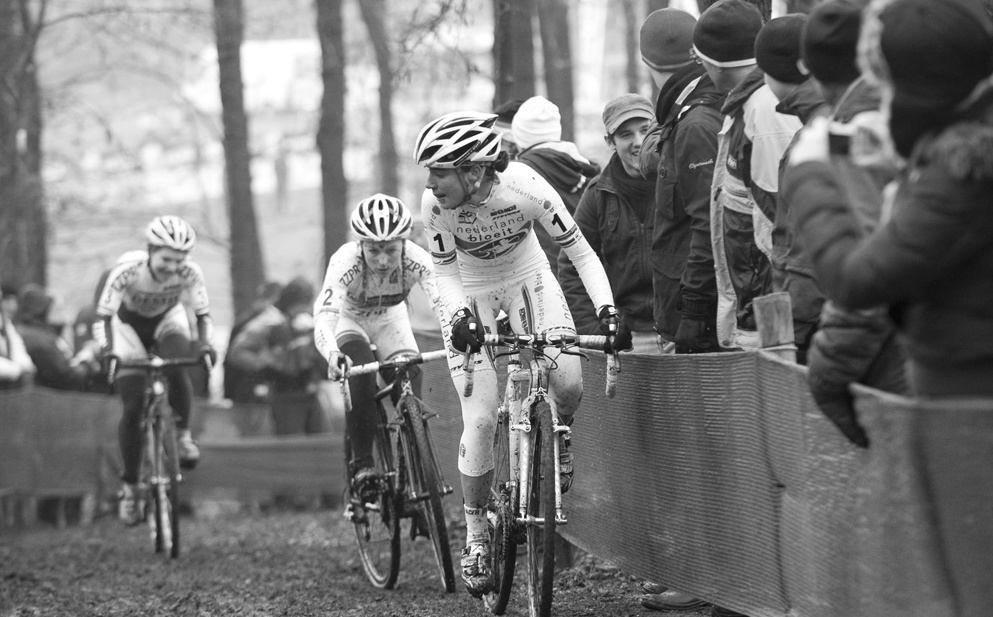
Marianne Vos, Daphny van den Brand e Sanne van Paasen (Hoogerheide)

| Pos. | Corridore        | Punti |
| ---- | ---------------- | ----- |
| 1    | Zdeněk Štybar    | 635   |
| 2    | Niels Albert     | 631   |
| 3    | Sven Nys         | 535   |
| 4    | Klaas Vantornout | 517   |
| 5    | Kevin Pauwels    | 440   |
| 6    | Gerben de Knegt  | 428   |
| 7    | Bart Aernouts    | 399   |
| 8    | Erwin Vervecken  | 376   |
| 9    | Francis Mourey   | 366   |
| 10   | Christian Heule  | 350   |

## Donne élite

### Risultati
| # | Data        | Città          | Evento                         | Vincitrice           | Leader della Cl. mondiale |
| - | ----------- | -------------- | ------------------------------ | -------------------- | ------------------------- |
| 1 | 4 ottobre   | Treviso        | Ciclocross di Treviso          | Katherine Compton    | Katherine Compton         |
| 2 | 8 novembre  | Nommay         | Cyclo-Cross de Nommay          | Katherine Compton    | Katherine Compton         |
| 3 | 28 novembre | Koksijde       | Duinencross                    | Marianne Vos         | Katherine Compton         |
| 4 | 20 dicembre | Kalmthout      | Vlaamse Industrieprijs Bosduin | Daphny van den Brand | Katherine Compton         |
| 5 | 26 dicembre | Heusden-Zolder | Grote Prijs Eric De Vlaeminck  | Marianne Vos         | Katherine Compton         |
| 6 | 17 gennaio  | Roubaix        | Grand Prix Lille Métropole     | Kateřina Nash        | Daphny van den Brand      |
| 7 | 24 gennaio  | Hoogerheide    | Grote Prijs Adrie van der Poel | Marianne Vos         | Daphny van den Brand      |

### Classifica generale
| Pos. | Corridore                | Punti |
| ---- | ------------------------ | ----- |
| 1    | Daphny van den Brand     | 330   |
| 2    | Marianne Vos             | 325   |
| 3    | Sanne van Paassen        | 268   |
| 4    | Katherine Compton        | 260   |
| 5    | Hanka Kupfernagel        | 235   |
| 6    | Christel Ferrier-Bruneau | 203   |
| 7    | Caroline Mani            | 184   |
| 8    | Sanne Cant               | 176   |
| 9    | Kateřina Nash            | 135   |
| 10   | Pavla Havlíková          | 131   |

## Uomini Under-23

### Risultati
| # | Data        | Città          | Evento                         | Vincitore          | Leader della Cl. mondiale |
| - | ----------- | -------------- | ------------------------------ | ------------------ | ------------------------- |
| 1 | 4 ottobre   | Treviso        | Ciclocross di Treviso          | Robert Gavenda     | Robert Gavenda            |
| 2 | 28 novembre | Koksijde       | Duinencross                    | Jim Aernouts       | Robert Gavenda            |
| 3 | 26 dicembre | Heusden-Zolder | Grote Prijs Eric De Vlaeminck  | Tom Meeusen        | Tom Meeusen               |
| 4 | 17 gennaio  | Roubaix        | Grand Prix Lille Métropole     | Tom Meeusen        | Tom Meeusen               |
| 5 | 24 gennaio  | Hoogerheide    | Grote Prijs Adrie van der Poel | Kacper Szczepaniak | Tom Meeusen               |

### Classifica generale
| Pos. | Corridore          | Punti |
| ---- | ------------------ | ----- |
| 1    | Tom Meeusen        | 250   |
| 2    | Robert Gavenda     | 180   |
| 3    | Arnaud Jouffroy    | 164   |
| 4    | Tijmen Eising      | 162   |
| 5    | Pawel Szczepaniak  | 131   |
| 6    | Micki van Empel    | 124   |
| 7    | Jim Aernouts       | 120   |
| 8    | Mares Konwa        | 117   |
| 9    | Joeri Adams        | 114   |
| 10   | Cristian Cominelli | 112   |

## Uomini juniors

### Risultati
| # | Data        | Città          | Evento                         | Vincitore          | Leader della Cl. mondiale |
| - | ----------- | -------------- | ------------------------------ | ------------------ | ------------------------- |
| 1 | 4 ottobre   | Treviso        | Ciclocross di Treviso          | Emilien Viennet    | Emilien Viennet           |
| 2 | 28 novembre | Koksijde       | Duinencross                    | Gert-Jan Bosman    | Gert-Jan Bosman           |
| 3 | 26 dicembre | Heusden-Zolder | Grote Prijs Eric De Vlaeminck  | Julian Alaphilippe | Gert-Jan Bosman           |
| 4 | 17 gennaio  | Roubaix        | Grand Prix Lille Métropole     | David van der Poel | Gert-Jan Bosman           |
| 5 | 24 gennaio  | Hoogerheide    | Grote Prijs Adrie van der Poel | David van der Poel | David van der Poel        |

### Classifica generale
| Pos. | Corridore               | Punti |
| ---- | ----------------------- | ----- |
| 1    | David van der Poel      | 223   |
| 2    | Gert-Jan Bosman         | 207   |
| 3    | Jens Vandekinderen      | 165   |
| 4    | Michiel van der Heijden | 154   |
| 5    | Emilien Viennet         | 146   |
| 6    | Mike Teunissen          | 143   |
| 7    | Julian Alaphilippe      | 135   |
| 8    | Laurens Sweeck          | 124   |
| 9    | Danny Van Poppel        | 117   |
| 10   | Emiel Dolfsma           | 115   |